# Elassoma
La famiglia Elassomatidae (ordine Perciformes) comprende 7 specie di piccoli pesci d'acqua dolce, tutti appartenenti al genere Elassoma.

## Etimologia del nome
Il nome del genere Elassoma deriva dalla composizione delle parole greche ελάσσων (elasson, piccolo) e σώμα (soma, corpo) dal piccolo corpo, riferito proprio alle piccole dimensioni di questi pesci.

## Distribuzione e habitat
Tutti i pesci del genere sono diffusi nelle acque dolci del Nordamerica.

## Descrizione
Presentano un corpo allungato, piuttosto compresso ai fianchi, con occhi grandi. Il profilo dorsale e quello ventrale sono convessi e simmetrici specularmente. Le pinne sono arrotondate: la pinna dorsale e quella anale hanno i primi 3 raggi rigidi.
Non è presente la linea laterale.

Le dimensioni sono minute: dai 2,5 a 4,5 cm, secondo la specie.

## Specie
Ad oggi (2016) la famiglia comprende 7 specie:
- Elassoma alabamae Mayden, 1993

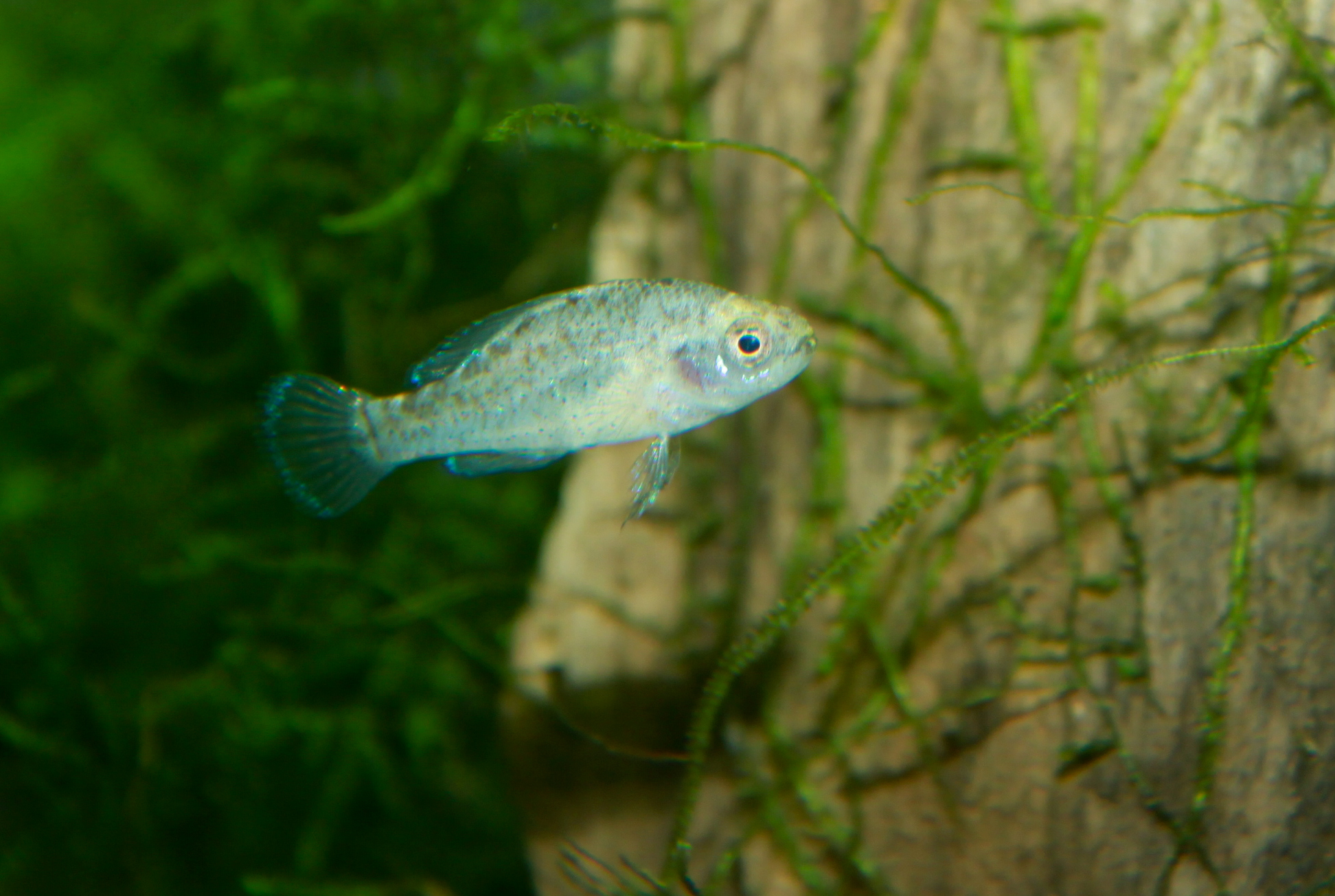
Elassoma evergladei

- Elassoma boehlkei Rohde & Arndt, 1987
- Elassoma evergladei Jordan, 1884
- Elassoma gilberti Snelson, Krabbenhoft & Quattro, 2009
- Elassoma okatie Rohde & Arndt, 1987
- Elassoma okefenokee Böhlke, 1956
- Elassoma zonatum Jordan, 1877